# Sundubu jjigae
El sundubu jjigae es un jjigae (estofado coreano) picante hecho con dubu (tofu), marisco, verdura, champiñones, cebolla, cebolleta y gochujang o gochu garu (guindilla molida). Se añade un huevo crudo al jjigae cuando aún hierve. Este plato se come con un cuenco de arroz blanco hervido y varios banchan (acompañamientos). Se consume mucho y es una de las comidas favoritas en Corea del Sur.